# 白頰鵯
白頰鵯（學名Pycnonotus leucogenys）是鵯科下的一種鳴禽。它們分佈在阿富汗、不丹、印度、尼泊爾、巴基斯坦、伊拉克、塔吉克斯坦及沙地阿拉伯。
白頰鵯雛鳥若與人一起生活，則會變得對人類友善。